# Baumkircherjev turn
Baumkircherjev turn (tudi Tabor oz. Spodnji grad) je stolpast grad v Vipavi. 

## Zgodovina
Grad je leta 1342 sezidal Herhlin Kranspergar v bližini kamnitega mostu čez reko Vipavo v obliki stolpastega gradu, verjetno tudi za obrambne namene. Ko je za iz oglejskih rok prešel v habsburško posest, so ga dobili Baumkircherji in takrat je dobil sedanje ime. V posesti rodbine je ostal do leta 1471, ko so njegovega lastnika, Andreja Baumkircherja, v Gradcu obglavili. Grad so zatem upravljali deželnokranjski oskrbniki in zakupniki. Od leta 1624 pa vse do konca prve svetovne vojne je bil grad v lasti rodbine Lanthieri. Danes je ohranjeno manjše poslopje, del obzidja s portalom in okrogli obrambni stolp.